# Rájnis József
Kőszegi Rájnis József (Kőszeg, 1741. június 4. – Keszthely, 1812. szeptember 23.) bölcseleti és teológiai doktor, tanár, műfordító.

## Életpályája
Édesapja Reinisch József udvari tanácsos volt. Tizenhat éves koráig atyja házában nevelkedett, majd 1757. október 18-án belépett a jezsuita rendbe. A két próbaévet Bécsben töltötte, innen a rend Leobenbe küldte, ahol egy évig ógörögül tanult, s antik versmértékben magyarul kezdett írni.
1761-ben visszatért Magyarországra, ahol Esztergomban, az elemi iskolában tanítani kezdett. Innét Pozsonyba ment, szintén tanárnak, azután Győrbe, ahol a IV. gimnáziumi osztálynak költészetet és retorikát tanított. 1768-tól a nagyszombati jezsuita egyetemen teológiát hallgatott, 1771-ben pappá szentelték, 1772-ben pedig bölcseleti doktorrá avatták. 1772-ben Székesfehérvárott volt tanár.
A jezsuita rend 1773-as feloszlatása után állandó lakásául Győrt választotta, ahol egy évig papként tevékenykedett, azután tíz éven át a főiskolán tanított. Ezután súlyos betegségbe esett, tanári pályáját fel kellett adnia, csak a győri akadémiai templomban tudott tevékenykedni. Amikor 1802-ben a Benedek rend újjáalakult, állása megszűnt, s 300 forint éves fizetésből élt a legnagyobb nélkülözések közepette. Súlyos helyzetéből a csornai premontrei rend prépostja mentette meg, aki a rend 1806–1807. évi növendékeinek a tanári pályára való felkészítésével bízta meg Türjén, ez 400 forint jutalommal járt.
Az 1808-as iskolai év beálltával a szerzetbeli új tanárokkal együtt Keszthelyre költözött, itt a rendházban volt szállása és ellátása, a gimnáziumi ifjúságnak pedig hitoktatója volt. 1809 húsvétja után Zalaapátiba tette át szállását, de itt sem volt nyugalmas helyzete, mert az oda beszállásolt császári és királyi hadsereg zavarta nyugalmában. Ezért 1809-ben elfogadta Festetics György gróf meghívását, aki az általa alapított Georgikonban a bölcseleti tanulmányok felügyeletével bízta meg, egy évre rá itt érte a halál.

## Munkái
- Applausus poeticus festis honoribus cels. ac. rev. principis Francisci Barkotzi oblatus Strigonii. Budae, 1761
- Odae honor. Mariae Theresiae … a colleg. acad. Soc. Jesu. Tyrnaviae, 1769 (Szerdahelyi Gy. és Schönwisner Istvánnal együtt)
- Oratio de illibato Mariae V. conceptu. Uo. 1769
- Panegyricus S. Ignatio dictus. Uo. 1770
- Óda, midőn Vázsonkői grof Zichy Ferencz ur győri püspök … papságának ötvenedik évét érte. Győr, 1774
- Pásztori dal Archilochus' rendi szerint, mellyet Felső-Szopori Szily János úrnak, … midőn püspöki méltóságába emeltetett, mély alázatossággal bé-ajánlott. Uo. 1775
- A magyar Helikonra vezérlő kalauz. Az az: a magyar vers szerzésnek példái és regulái. Pozsony, 1781 (az Elöljáró beszéd kelt Szatmárt 1773-ban)
- A magyar Helikonra vezérlő kalauzhoz tartozó meg-szerzés (Uo. 1781. Az előbbeni munkához csatolva, néhány fordítással a görög és római költőkből. Irományai miatt Rát Mátyás által megtámadtatván, ellene keserűen nyilatkozott)
- Pozsonyi nevendék papságnak fájdalmas érzése, midőn egy híres tanítójától, főt. és tudós Vizer Ádám úrtól, a pécsi megyének érdemes kanonokjától elbucsúzott. Írta K. R. J. Uo. 1788 (költemény, névtelenül)
- Magyar Virgilius. Első darab. Máro Virgilius Publiusnak eklogái. Az az: válogatott pásztori versei. Ford. Uo. 1789 (ezt követi: A magyar Virgiliushoz tartozó sisakos paizsos kardos mentőírás. Ebben Baróthi Szabó Dávid támadásaira felel és a fordítás művészetéről értekezik)
- Toldalék, mellyben a magyar Virgiliusnak szerzője a kassai Magyar Múzeumról jelesbben pedig az abban foglaltatott fordítás mesterségének reguláiról való ítéletét kinyilatkoztatja. Uo. 1789 (A Magyar Virgilius Első darabjának melléklete. Bacsányi János az 1789. Magyar Múzeum III. negyedében Szabót védelmezvén, Rajnist érzékenyen megvagdalás állításainak élét vette)
- Lantos vers. Mellyet egy hazáját szerető hív poéta szerzett, midőn a felséges második József császár a dicső magyar nemzetnek a királyi szent koronát és a régi szabadságot vissza adta. Bécs, 1790
- Anacreon rendi szerént búcsú-vétel. Musikára alkalmaztatta Schreier János. Kolozsvár, 1791
- Perfecta quadratura circuli, quam e verorum numerorum proprietatibus eruit. ac demonstravit. Jaurini 1793
- Widerlegung der österreichischen Anmerkungen über meine Quadratur des Cirkels. Uo. 1793
- Ode imminente anno 1795. excell. ac rev. dno Josepho Fengler episcopo Jaurinensi … oblata. Uo.
- Xenium adropinquante novo anno excell. ac rev. dno Josepho Fengler episcopo Jaurinensi … oblatum ab Josepho Streibig typographo. Uo. 1795
- Ode i. r. ill. ac rev. dno Chrysostomo Novák ord. S. Benedicti, archi-coenobii S. Martini de Sacro Monte Pannoniae … archi abbati, diem nominis agenti ano 1804. Sexto cal. Febr. oblata ab Josepho Streibig. Uo.
- Örvendező vers a melly Keszthelyen énekeltetett midőn a mélt. Tolnai gróf Festetics László a hazánkat védelmező nemes seregnek egy osztályában ezredes fő hadnagy helytartója, a fő hatalmú Hechingi Hohenzollern uralkodó herczegnek vérébül eredett Jozefinával, az ő hitves társával Keszthely városába érkezett. Veszprém, 1811
- A magyar pap magyar köntösben. Hely és év n.
- Dicsértessék a Jézus Krisztus. Hely és év n.
- Beste lél-e Karaffi! Hely és év nélkül (névtelenül; a XVIII. századból, egy ívnyi röpirat)
- Magyar Virgilius. Második darab. Máró Virgilius Publiusnak Georgikonja. Az-az gazdaságra tanító versei. Fordította … Az ő halála után kiadta Póka-Teleki Kondé József Benedek. Pest, 1814
- Deákos költők. 1. köt. Rajnis, Baróti Szabó, Révai versei; sajtó alá rend. Császár Elemér; Franklin, Bp., 1914 (A Kisfaludy-Társaság nemzeti könyvtára)
- Rájnis József, kőszegi Epigrammái; sajtó alá rend. Bakos József; Pallas Ny., Bp., 1938 (A kéziratban maradt irodalom füzetei)